# 180143 Gaberogers
180143 Gaberogers este o planetă minoră (asteroid), cu un diametru de 4,807 km, din centura de asteroizi. A fost descoperită pe 30 martie 2003 la Observatorul Național Kitt Peak de Marc Buie⁠(d). 
Obiectul prezintă o orbită caracterizată de o semiaxă mare de 3,1786461739935 UAi, o excentricitate de 0,17899424324127, o înclinație de 1,5857812147065 ° în raport cu ecliptica.